# Ecclesiam suam

Wappen Pauls VI.

Ecclesiam suam (lateinisch für „seine Kirche“) ist der Titel der Antrittsenzyklika von Papst Paul VI. Die Enzyklika wurde am 6. August 1964 veröffentlicht.
Papst Paul VI. regt im Kontext des Zweiten Vatikanischen Konzils eine Besinnung der Kirche auf ihre zentralen Aufgaben an, warnt aber zugleich vor drohender Verwirrung. Der Papst führt aus, dass in „konzentrischen Kreisen“ von der Kirche ausgehend ein authentischer Dialog die Ökumene, aber auch Nichtchristen und Nichtglaubende der in Christus geoffenbarten Wahrheit und der geeinten Kirche nähergeführt werden sollen. Der Papst ging dabei von der Art und Weise aus, wie Gott uns Menschen seinen Heilsdialog anbiete. Demnach soll der Glaube eine gelebte Wirklichkeit sein und die Zivilisation zum Guten wenden helfen. Religion, Gebet, Offenbarung, Menschwerdung seines Sohnes, Heilsgeschichte insgesamt seien Ausdruck des von Gott aus freien Stücken, in Liebe eröffneten Dialogs.
An zwei Stellen der Enzyklika spricht Papst Paul VI. bewusst alle getrennten christlichen Gemeinschaften – also auch die Protestanten – als Kirchen an. Das Lehramt unter Papst Johannes Paul II. kam in der Frage, ob Kirche-Sein auch protestantischen Gemeinschaften zuzusprechen ist, zur entgegengesetzten Auffassung.

## Text und Literatur
- Amtlicher lateinischer Text in: Acta Apostolicae Sedis (AAS) 10 (1964), p. 609–659.
- Enzyklika Ecclesiam suam. Rundschreiben vom 6. August 1964 über die Kirche, ihre Erneuerung und ihre Sendung in der Welt. Mit Zwischentiteln, Marginalien und einem Sachregister. Rex-Verlag, Luzern 1964.
- Rudolf Graber: Ecclesiam suam – die Antrittsenzyklika Papst Pauls VI (1964). In: Wilhelm Sandfuchs (Hrsg.): Das Wort der Päpste. Würzburg 1965.
- Pubblicazioni dell'Instituto Paolo VI., Bd. 1 (Elenchus bibliogr.), 2 und 7. Brescia 1981, 1982 und 1989.